# Ave Cesaria
Singles de Stromae
Ta fête
(2014) Meltdown
(2014)
Ave Cesaria est une chanson de Stromae, cinquième single, édité en 2014, de l'album Racine carrée sorti en 2013. Cette chanson rend hommage à Cesária Évora, chanteuse cap-verdienne.
Elle peut être également interprétée comme une chanson faisant référence à la rupture amoureuse avec Tatiana Silva qui était l'ex-compagne du chanteur et qui était également d'origine cap-verdienne avec qui il a eu une relation de juin 2011 à septembre 2012.

## Classement hebdomadaire
| Classement                              | Meilleure position |
| --------------------------------------- | ------------------ |
| Belgique (Wallonie Ultratop 50 Singles) | 45                 |
| France (SNEP)                           | 97                 |